# Chalcatongo de Hidalgo
Chalcatongo de Hidalgo là một đô thị thuộc bang Oaxaca, México. Năm 2005, dân số của đô thị này là 7483 người.